# Nordhausane
Die Nordhausane (norwegisch für Nördliche Felsen) sind eine Gruppe von bis zu 880 m hohen Nunatakkern im ostantarktischen Königin-Maud-Land. Im Gebirge Sør Rondane ragen sie nördlich des Nordtoppen auf.
Wissenschaftler des Norwegischen Polarinstituts benannten sie 1988 deskriptiv.